# Luperina nickerlii nickerlii
Luperina nickerlii nickerlii é uma subespécie de insetos lepidópteros, mais especificamente de traças, pertencente à família Noctuidae.
A autoridade científica da subespécie é Freyer, tendo sido descrita no ano de 1845.
Trata-se de uma subespécie presente no território português.